# Parc naturel des Alpes maritimes
Le parc naturel des Alpes maritimes (en italien : parco naturale delle Alpi Marittime) est situé dans la province de Coni (Cuneo) et constitue le plus grand espace naturel protégé de la région du Piémont, en Italie.

## Histoire
La réserve royale de chasse de Valdieri-Entracque — instituée en 1857 par Victor-Emmanuel II — prend en 1980 le nom de parc naturel de l'Argentera (parco naturale dell'Argentera) du nom du plus haut sommet des Alpes maritimes : le mont Argentera culminant à 3 297 m.
À la suite d'un projet régional d'accompagnement des zones protégées du Piémont — avec la loi régionale no 33/1995 —, le parc naturel de l'Argentera fusionne en 1995 avec la réserve naturelle spéciale Bois et lacs de Palanfrè et devient ainsi le parco naturale Alpi Marittime (parc naturel des Alpes maritimes).
À partir de 2013, le parc bénéfice d'une entité de gestion commune avec le parc national du Mercantour, côté français, sous l'appellation de parc naturel européen, prélude à une inscription éventuelle au patrimoine mondial de l'UNESCO et laboratoire d'une coopération transfrontalière en matière de gestion d'espaces naturels protégés.

## Territoire
Dans le parc, nous trouvons - d'ouest en est - le vallon de la Valletta, le vallon du Vallasco, la vallée de la Meris, la vallée Gesso de la Valletta et la vallée Gesso d'Entracque qui appartiennent aux quatre communes de Aisone, Valdieri, Entracque et Vernante.
La limite méridionale du parc italien est constituée par la frontière franco-italienne : de ce fait, il est limitrophe du parc national du Mercantour - parc français dans le département des Alpes-Maritimes et les Alpes-de-Haute-Provence.
La zone protégée est essentiellement drainée par le torrent Gesso de la Valletta et le torrent Gesso d'Entracque qui, en aval d'Entracque, forment le torrent Gesso qui s'écoule en plaine au nord-est vers Coni (Cuneo). Le parc possède la partie montagneuse la plus importante des Alpes maritimes : la partie italienne du groupe du Gélas à l'est et le groupe de l'Argentera à l'ouest. Le premier occupe l'arc montagneux qui va du col du Sabion jusqu'au col de la Fenêtre. Le second, situé au centre du parc italien, possède les sommets les plus hauts de toutes les Alpes maritimes : cime sud et cime nord de l'Argentera s'élevant respectivement à 3 297 m et à 3 286 m.
Le territoire du parc se répartit d'une part en zones rocheuses nues (pour 47 % de la superficie totale), en couverture boisée (pour 22 %) et en zones avec peu d'herbes (pour 17 %) ou peu d'arbustes (pour 11 %).

À l'exception de la vallée du Desertetto, qui a une morphologie plus modelée, le reste du territoire est un paysage typique de haute montagne, qui, grâce à la présence de roches cristallines particulièrement résistantes aux agents exogènes, se présente avec des vallées étroites et encastrées, avec des flancs toujours plus raides et de vastes superficies privées de bois mais qui comptent quelques glaciers comme ceux du mont Gélas.

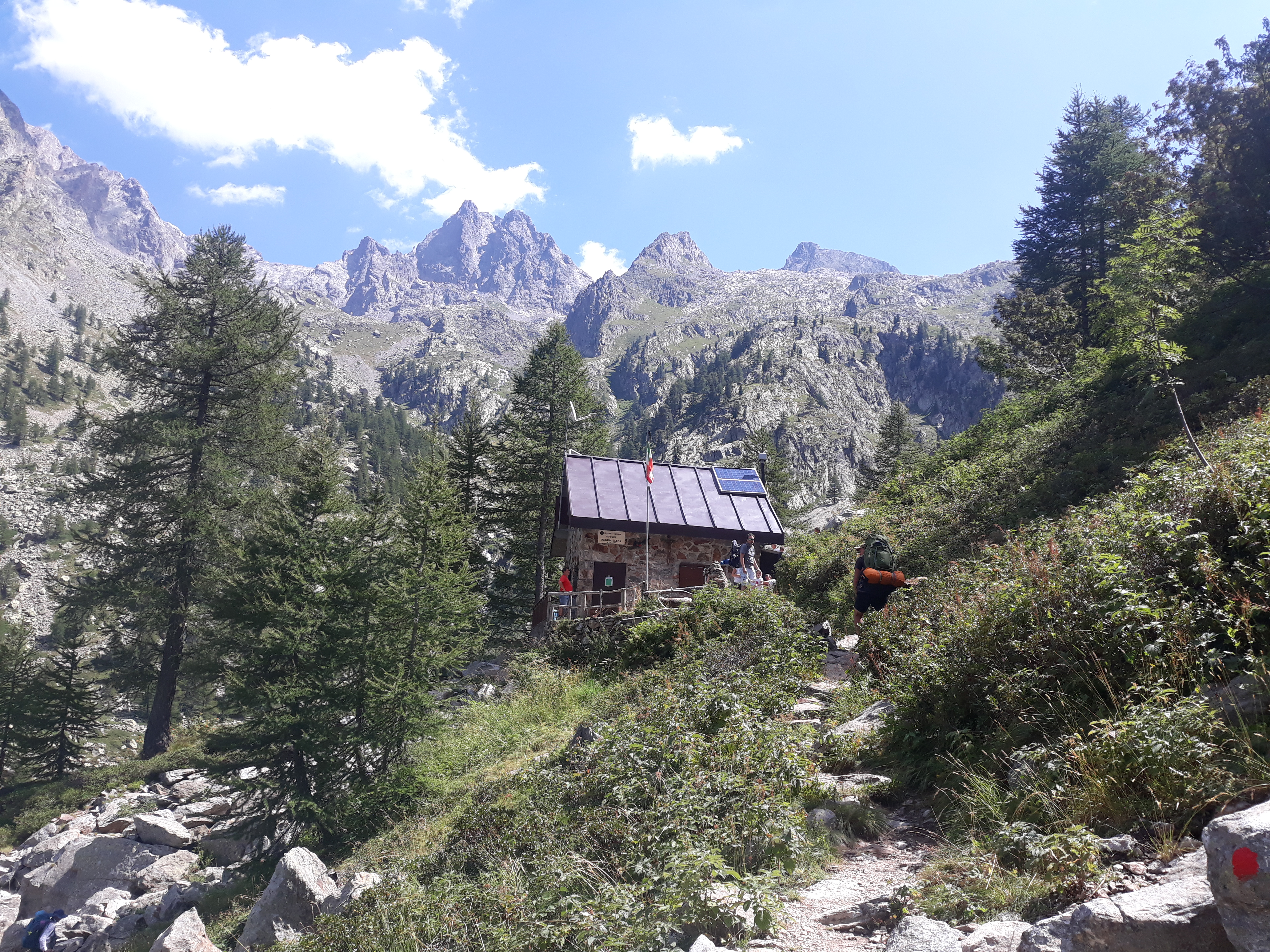
Refuge Regina Elena (1 850 m)
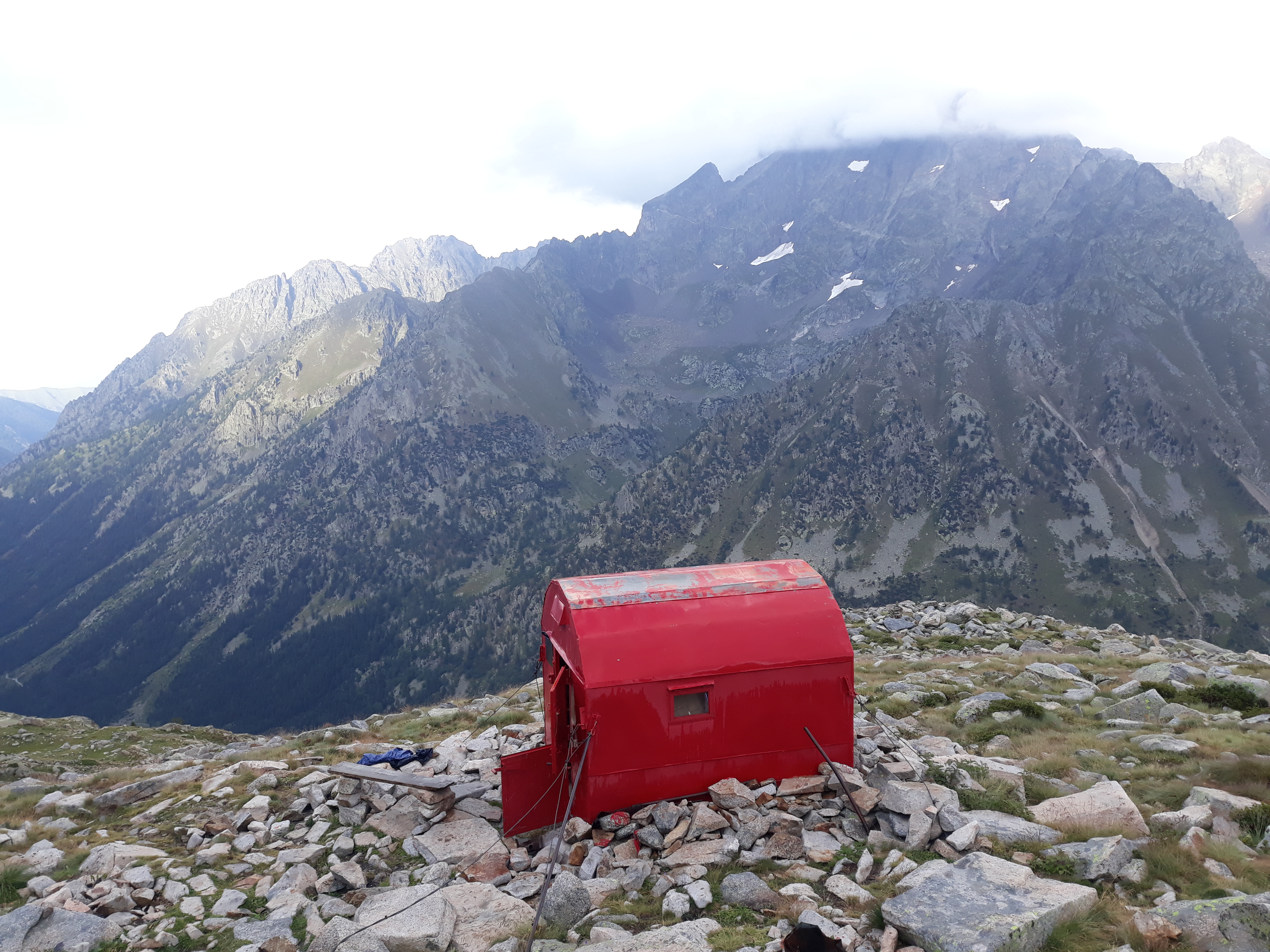
Refuge non gardé Jacques Guiglia (2437m)
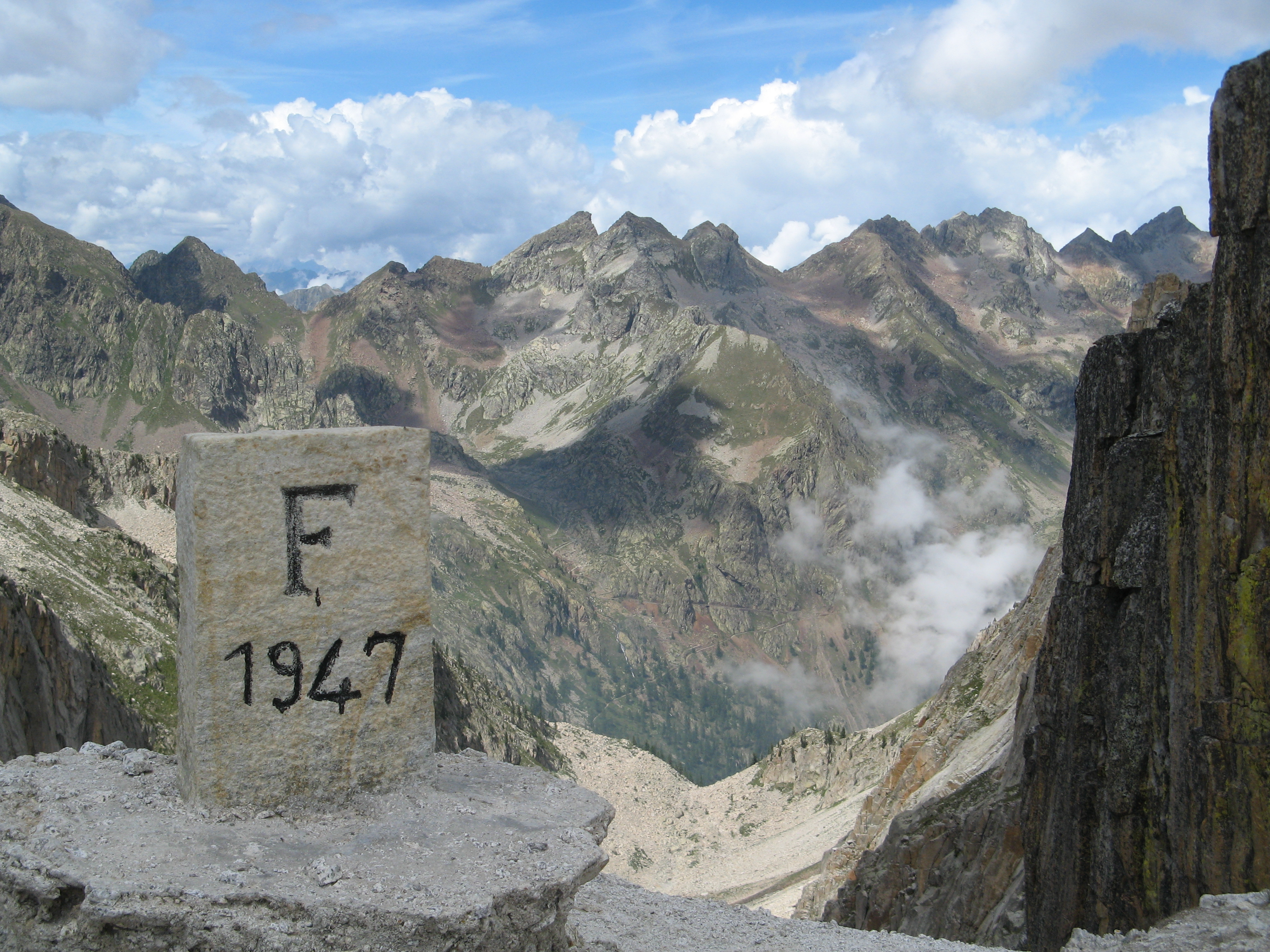
Le Pas de Préfouns (2615 m) et borne frontière française de 1947
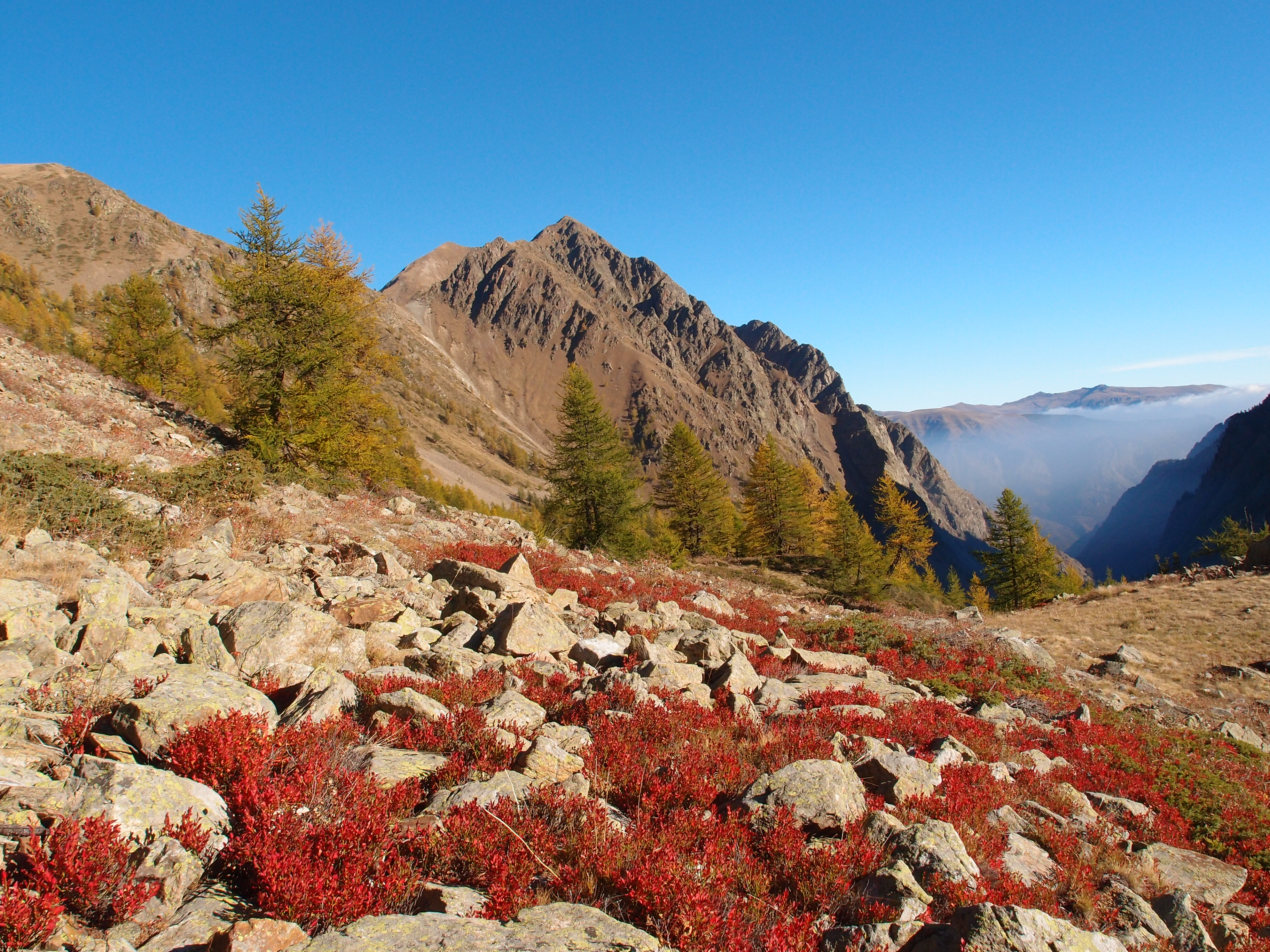
Monte Bravaria

Les vallées principales du parc sont d'origine glaciaire avec leur profil en U ultérieurement remodelé par les cours d'eau ayant succédé aux glaciers. À l'intérieur, il est dénombré plusieurs lacs de petite et moyenne taille, tous d'origine glaciaire. Ceux-ci ont, pour certains, une durée de vie limitée : après une phase marécageuse et de tourbière, une zone herbeuse peut se former comme au Prà del Rassour ou encore au Pian della Casa.

## Flore et faune

### Flore
La flore du parc est caractéristique de celle des grandes vallées des Alpes occidentales. La position périphérique et méridionale dans la chaîne alpine, la proximité de la mer Méditerranée et la présence de grandes barrières montagneuses, permettent le développement d'une flore particulièrement riche. Le territoire du parc présente en effet, un grand intérêt pour sa flore, grâce au nombre et à la rareté des espèces qu'on peut y trouver, à tel point que l'on peut considérer le parc comme une « zone de refuge » classique des Alpes.
Le plan montagneux est dominé par les arbres, surtout des hêtres (Fagus Sylvatica) qui représentent la plus grande espèce d'arbres présents dans le parc, avec le cytise faux ébénier (Laburnum anagyroides), le noisetier (Corylus avellana), l'érable sycomore (Acer pseudoplatanus), le saule marsault (Salix caprea), et l'alisier blanc (Sorbus aria), et dans la catégorie des arbrisseaux se trouvent le framboisier (Rubus idaeus), le sureau à grappes (Sambucus racemosa) et la myrtille (Vaccinium myrtillus) ainsi que différents genres de fougères.
La partie boisée restante est constituée de sapins blancs (Abies alba) et d'épicéas communs (Picea abies) qui occupent les versants ombreux des vallons plus frais, et de larix (Larix decidua) qui ont eux, colonisé les versants les plus exposés au soleil.

### Faune
Le parc est plutôt riche du point de vue de la faune, et comprend de nombreuses espèces de mammifères, d'oiseaux, de reptiles, d'amphibiens, et d'insectes.
- Mammifères :

Les mammifères qui appartiennent au groupe des ongulés sont les animaux les plus caractéristiques du parc et sont représentés par la famille des bovidés avec le chamois alpin (Rupicapra rupicapra), le bouquetin (Capra ibex) et le mouflon (Ovis musimon), par la famille des cervidés avec le cerf (Cervus elaphus), et le chevreuil (Capreolus capreolus), et par la famille des suidés avec le sanglier (Sus scrofa).
Le chamois alpin est l'ongulé le plus présent dans le parc (il en est d'ailleurs le symbole), avec une population supérieure à 4 000 têtes.
Le bouquetin a été réintroduit par le parc national du Grand Paradis, après plusieurs tentatives débutées en 1920 par la réserve royale de chasse.
Le mouflon a été introduit dans les Alpes-Maritimes en 1949, avec succès puisqu'ils y sont aujourd'hui beaucoup plus nombreux qu'en Corse.
Depuis le 1992, le loup (Canis lupus italicus) fait sa réapparition dans le parc.

### Cartographie
- Carte IGC no 113 au 1/25 000 « Parco Naturale Alpi Marittime - Entracque, Valdieri, Mercantour, Gelas » édité par l'Istituto Geografico Centrale.